# Nederlandse Pijpleidingmaatschappij
De B.V. Nederlandse Pijpleidingmaatschappij (NPM) is in de jaren 60 opgericht voor de exploitatie van een pijpleiding voor het transport van ruwe olie tussen Amsterdam Westhaven en Rotterdam Botlek van 1965 tot 1982. De olieleiding is in 1982 buiten gebruik gesteld tot 2004. De Nederlandse Staat heeft de olieleiding in 2004 verkocht aan OCAP Trading B.V. (holdingvennootschap van OCAP, Koninklijke Volker Wessels Stevin N.V.) om daarmee CO2 vanuit de Shell-raffinaderij in het Botlek-gebied te leveren aan tuinders in Zuid-Holland. Vanaf 1976 werd het onderhoud uitgevoerd door de Nederlandse Gasunie, tegenwoordig ligt het beheer en het onderhoud bij Pipeline Control te Sliedrecht. 

## Reden voor de aanleg
NPM is eind jaren 60 opgericht voor de aanleg en exploitatie van een pijpleiding tussen de havens van Rotterdam en Amsterdam. Amsterdam had de ambitie een petrochemisch complex aan te leggen in de Amerikahaven. De komst van de Mobil raffinaderij was daartoe de eerste aanzet. In Rotterdam konden grote mammoettankers worden ontvangen en gelost; in Amsterdam was dit niet mogelijk vanwege de sluizen van IJmuiden. Grote schepen konden de sluizen niet passeren en met de aanleg van de pijpleiding werd de efficiënte aanvoer van aardolie gegarandeerd. De raffinaderij van Mobil sloot echter de deuren in 1982 en in dat jaar werd het gebruik van de olieleiding gestaakt. De leiding werd wel onderhouden en vanaf 1976 werd dit uitgevoerd door de Nederlandse Gasunie.
De NPM-buisleiding had een totale lengte van 83 kilometer, een uitwendige diameter 660,4 mm en een minimum nominale wanddikte 7,14 mm. De capaciteit van de leiding was ongeveer 400.000 vaten olie per dag. Een deel van de leiding wordt nu nog gebruikt voor de opslag en transport van CO2 onder een procesdruk van 10 - 22 bar.

## Verkoop aan OCAP
Op 11 juni 2004 hebben de Staat en de gemeente Amsterdam hun belang in de NPM verkocht aan OCAP Trading B.V.. OCAP heeft de leiding in gebruik genomen om CO2 vanuit de Shell-raffinaderij in het Botlek-gebied te leveren aan tuinders in het Westland. OCAP heeft zich verplicht de leiding te ruimen als deze niet meer gebruikt wordt.